# Adrian von Ondrussow

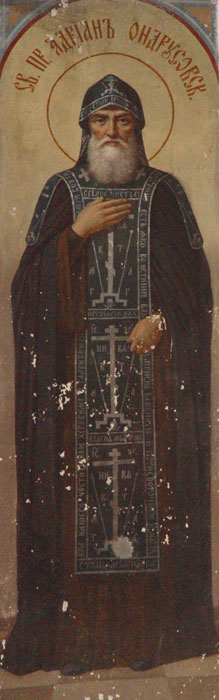
Ikone des Heiligen Adrian von Ondrussow (Alexander-Swirski Kloster).

Adrian von Ondrussow  (russisch Адриан Ондрусовский, Transliteration Adrian Ondrusovskiy; gestorben am 26. August 1549) war ein russisch-orthodoxer Mönch und Heiliger, der als Wundertäter verehrt wurde.
Er wurde als   Andrei Nikiforowitsch Sawalischin (russisch Андрей Никифорович Завалишин) in eine Adelsfamilie geboren und war Besitzer eines reichen Anwesens (Andrejewschina), das nicht weit vom Kloster des Heiligen Alexander von Swir entfernt lag. Er begegnete dem heiligen Alexander zufällig, als er 1493 auf der Jagd war, und ging danach oft zu ihm, um ihn um Rat zu fragen, und half bei der Versorgung der Asketen mit dem Nötigsten. Schließlich beschloss Andreas, in das Klosterleben einzutreten, wurde im Kloster Valaam am Ladogasee geweiht und erhielt den Ordensnamen Adrian. Einige Jahre später erhielt er den Segen, als Einsiedler auf der Halbinsel des Walaam-Archipels zu leben.
Zar Iwan der Schreckliche (1533–1584) entwickelte eine tiefe Achtung für Adrian und stiftete seine Klostergemeinschaft. Im August 1549 bat er Adrian, Pate für seine Tochter Anna zu werden. Während er von Moskau zu seinem Kloster zurückkehrte, wurde er in der Nähe des Dorfes Obscha von Räubern getötet. Dies geschah am 26. August, dem Festtag seines eigenen Schutzpatrons, Adrian von Nikomedien. Zwei Jahre später, am 17. Mai 1551, fanden seine Mitbrüder seine sterblichen Überreste und begruben ihn in der Mauer seiner Kirche.
Das Gedenken an den Heiligen Adrian von Ondrussow wird im orthodoxen liturgischen Kalender zweimal im Jahr gefeiert: Das erste Fest ist der 17. Mai, der Tag, an dem seine Reliquien gefunden und übersetzt wurden (für die Kirchen, die dem traditionellen Julianischen Kalender folgen, fällt der 17. Mai derzeit auf den 30. Mai des modernen Gregorianischen Kalenders). Das zweite und wichtigere Fest ist der 26. August (8. September), der Tag, an dem er gestorben ist.